# Expédition suisse au Lhotse et à l'Everest de 1956
L’expédition suisse au Lhotse et à l'Everest de 1956 est une expédition d'alpinisme qui a pour but d'atteindre le sommet de l'Everest et du Lhotse. 

## Histoire
L'expédition est organisée par la fondation suisse pour les recherches alpines à Zurich ; elle est dirigée par Albert Eggler avocat de Berne, avec 11 membres, dont 8 alpinistes, un médecin, un géologue et un glaciologue. Elle part en navire de Gênes à Bombay. Ils prennent le train de Bombay à Jaynagar. Le 21 mars à Namche Bazar, l'expédition mandate 350 porteurs pour porter 10 tonnes de matériel. Le 30 mars à Namche Bazar, l'alpiniste Fritz Luchsinger contracte l'appendicite, l'armée suisse envoie avec l'aide de la compagnie suisse Swiss Air à l'armée indienne deux caissons de médicaments, parachutés à proximité du monastère de Tengboche.
Le 7 avril, l'expédition installe le camp de base de l'Everest, suivis de sept camps, dont le sixième au col Sud et le septième à 8 400 mètres. À partir de 7 000 mètres, ils utilisent des masques à oxygène et ils avancent à une vitesse de 250 mètres à l'heure.
Le 18 mai 1956, Ernst Reiss et Fritz Luchsinger sont les deux premiers hommes à réussir l'ascension du Lhotse.
Le 24 mai 1956, Ernst Schmied et Jürg Marmet gravissent l'Everest depuis le col Sud, depuis le même camp de base. Ils sont les troisième et quatrième hommes au sommet. Le lendemain, Dölf Reist et Hansruedi von Gunten sont les cinquième et sixième hommes sur l'Everest ; ils l'atteignent à 11 heures et y restent deux heures.
Ils quittent le camp de base le 29 mai. L'expédition reste deux mois sur place.